# Sebastian Walukiewicz
Sebastian Wiktor Walukiewicz (* 5. April 2000 in Gorzów Wielkopolski) ist ein polnischer Fußballspieler, der seit August 2024 beim italienischen Erstligisten FC Turin unter Vertrag steht und momentan an die US Sassuolo verliehen ist. Der Innenverteidiger ist zusätzlich seit September 2019 für die polnische U21-Nationalmannschaft im Einsatz.

## Karriere

### Verein
Der in Gorzów Wielkopolski geborene Sebastian Walukiewicz begann seine fußballerische Ausbildung beim lokalen MKP Gorzów Wielkopolski und spielte dort, bis ihn Legia Warschau mit 13 Jahren in deren Jugendakademie holte. In der Saison 2016/17 spielte der Innenverteidiger bereits regelmäßig in der U19-Mannschaft und bestritt auch einen ersten Einsatz für die Reserve in der vierthöchsten polnischen Spielklasse.
Im Sommer 2017 verpflichtete Pogoń Stettin Walukiewicz für eine geringe Ausbildungsentschädigung und stattete ihn mit einem Dreijahresvertrag aus. Dort spielte er in der nächsten Saison 2017/18 in der Reserve sowie U19 und war in der Hinrunde auch einige Male im Spieltagskader der ersten Mannschaft gelistet. Im April 2018 beorderte Cheftrainer Kosta Runjaic ihn erneut in die Herrenauswahl und am 7. April 2018 (30. Spieltag) kam er bei der 0:3-Auswärtsniederlage gegen seinen ehemaligen Verein Legia Warschau zu seinem Debüt in der Ekstraklasa, als er in der 82. Spielminute für Tomasz Hołota eingewechselt wurde. In der verbleibenden Spielzeit 2017/18 bestritt er zwei weitere Ligaspiele für die Elf von Runjaic.
In der darauffolgenden Saison 2018/19 etablierte sich der junge Defensivmann bereits früh als Stammspieler. Am 15. Januar 2019 sicherte sich der italienische Erstligist Cagliari Calcio die Dienste des talentierten Walukiewicz für eine Ablösesumme in Höhe von vier Millionen Euro und stattete ihn mit einem Viereinhalbjahresvertrag aus. Als Teil des Transfergeschäfts wechselte er jedoch umgehend für die verbleibende Spielzeit auf Leihbasis zurück zu Pogoń Stettin. Am 24. April 2019 (32. Spieltag) erzielte er bei der 3:4-Heimniederlage gegen Lechia Gdańsk sein erstes Ligator im Trikot der Portowcy. Er absolvierte in dieser Saison 29 Ligaspiele, in denen er einen Torerfolg verbuchen konnte.
Seine Zeit in Italien begann er in der Saison 2019/20 als Ersatzspieler. Er stand regelmäßig im Spieltagskader von Cheftrainer Rolando Maran, wurde von diesem Saisonbeginn an jedoch nie berücksichtigt. Erst am 5. Dezember 2019 stand er beim 2:1-Pokalsieg gegen Sampdoria Genua erstmals in der Startformation. Zum Jahreswechsel kam er auch in der Liga zu Einsätzen und unter Marans Nachfolger Walter Zenga etablierte er sich im Anschluss an die Zwangspause aufgrund der COVID-19-Pandemie endgültig als Stammspieler.
Im September 2022 wechselte Walukiewicz zum FC Empoli. Am 30. August 2024 wechselte er zum FC Turin. Nach einer Saison mit 30 Einsätzen verlieh Turin Walukiewicz im Juli 2025 an die US Sassuolo Calcio.

### Nationalmannschaft
Sebastian Walukiewicz spielte für die polnischen U15-, U16-, U17-, U18-, und U19-Nationalmannschaften, bevor er im September 2018 erstmals in der U20 eingesetzt wurde. Mit dieser Auswahl nahm er an der U20-Weltmeisterschaft 2019 im eigenen Land teil. Beim Wettbewerb bestritt er drei Spiele und schied mit Polen im Achtelfinale gegen Italien aus. Im Anschluss an das Turnier debütierte er in der U21.